# Mario Papa
Mario Raúl Papa (né en 1925 en Argentine et mort le 23 novembre 2008 à Santa Fe) est un joueur de football argentin qui évoluait au poste d'attaquant.

## Biographie
Il termine meilleur buteur du championnat d'Argentine en 1950, inscrivant 22 buts avec le club de San Lorenzo de Almagro.

## Palmarès
San Lorenzo de Almagro
- Championnat d'Argentine :
  - Meilleur buteur : 1950 (22 buts).